# لورن (اکلاهما)
لورن(به انگلیسی: Laverne) شهری در ایالت اکلاهما کشور ایالات متحده آمریکا است که جمعیت آن در سرشماری سال ۲۰۱۰ میلادی، ۱٬۳۴۴ نفر بوده‌است.